# LGV34
isai Beat LGV34（イサイ ビート エルジーブイサンヨン）は、韓国のLGエレクトロニクスによって日本国内向けに開発された、auブランドを展開するKDDIおよび沖縄セルラー電話の第3.9世代移動通信システム（au 4G LTE/au VoLTE）、第4世代移動通信システム（au 4G LTE CA/WiMAX2+）対応スマートフォンである。

## 概要
LGV32の後継機種で、グローバルモデルであるLG V20の日本国内ローカライズモデルとなる。ただし画面サイズはV20の5.7インチから5.2インチにサイズダウンしており、バッテリーは着脱不可となっている。
大きな特徴としてB&O PLAYが音響面で監修を手掛けており、原音を忠実に再現する事が可能となっている。また、DACにESS Technology製の32bitクアッドDAC「ES9218」を採用しており、クリアな音で再生する事が可能となっている。
カメラ面では新たにメインカメラに135°、サブカメラに120°の広角レンズを採用。人間の視野角よりも広範囲で撮影する事が可能となっている。さらにメインカメラはisaiシリーズでは初めてデュアルカメラを採用している。
そのほかにも、画面上部にサブディスプレイとして「セカンドスクリーン」を搭載しており、画面をオン・オフすることなく日付や時間の確認や、他のアプリを起動中に新着メッセージの確認が可能となっており、さらによく使用するアプリにも素早くアクセスすることが可能となっている。
なお、日本独自機能として防水・放送受信機能を搭載しているが、赤外線通信には対応していない。
キャッチコピーは「この音にあなたは驚く。ハイレゾをさらに高音質でクリアに表現。」。

## その他機能
※PC向けWebブラウザが標準装備されている。携帯向けサイト(EZWeb)は他のスマートフォンやPCと同じく閲覧不可。
| 主な機能・対応サービス                                                  | 主な機能・対応サービス                                                        | 主な機能・対応サービス                           | 主な機能・対応サービス             |
| ----------------------------------------------------------------------- | ----------------------------------------------------------------------------- | ------------------------------------------------ | ---------------------------------- |
| auウィジェット Webブラウザ                                              | うたパス うたパス音楽プレーヤー （ハイレゾ音源対応版） LISMO WAVE             | おサイフケータイ NFC おくだけ充電（Qi） 指紋認証 | ワンセグ フルセグ DLNA/DTCP-IP     |
| au one メール PCメール Gmail EZwebメール                                | デコレーションメール デコレーションアニメ                                     | Friends Note                                     | PCドキュメント                     |
| au Smart Sports Run & Walk Karada Manager ゴルフ(web版) Fitness、歩数計 | GPS 方位計                                                                    | au oneナビウォーク au one助手席ナビ              | au one ニュースEX au one GREE      |
| auベーシックホーム じぶん銀行                                           | 緊急速報メール                                                                | Bluetooth                                        | 無線LAN機能 (Wi-Fi) auシェアリンク |
| 赤外線通信                                                              | au VoLTE （シンクコール対応） WIN HIGH SPEED au 4G LTE （3CC CA対応） WiMAX2+ | au世界サービス                                   | auフェムトセル                     |
| microSDHC microSDXC                                                     | モーションセンサー(6軸)                                                       | 防水 防塵                                        | 簡易留守録 着信拒否設定            |

- 安心セキュリティパックはフル対応

## 歴史
- 2016年10月18日 -  KDDI、およびLGエレクトロニクスジャパンより公式発表。
- 2016年11月18日 -  発売開始。